# Стара Збур'ївка
Стара Збу́р'ївка (паралельна назва у XVIII столітті — Ковпаківка) — село в Україні, у Голопристанській міській громаді Скадовського району Херсонської області. Населення становить 2572 осіб.

## Географія
Село розташоване в районі дельти Дніпра, на березі затоки Збур'ївський Кут. На північно-східній стороні від села річка Збур'ївка впадає у озеро Устя.

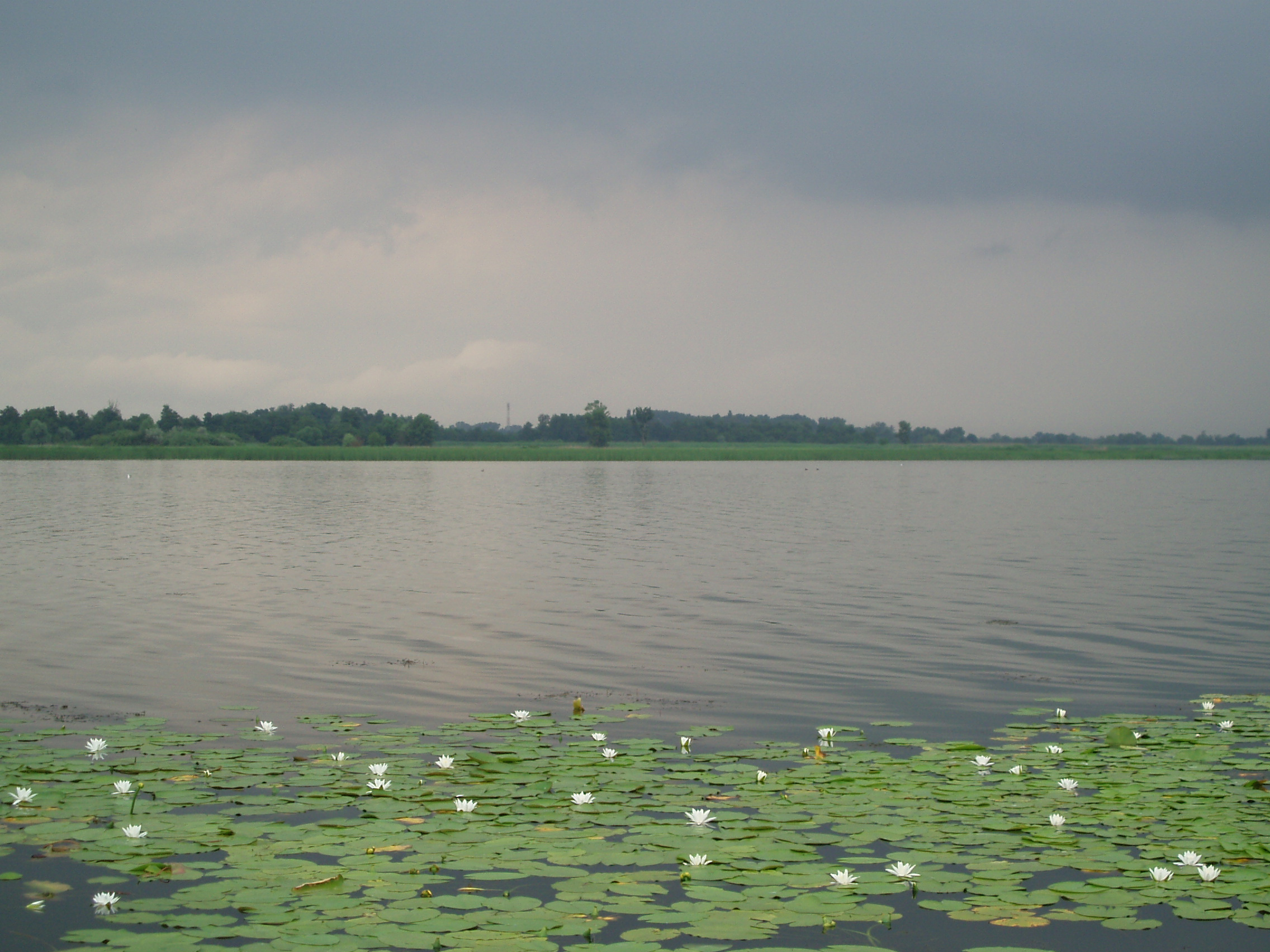
Панорама з берега на затоку Збур'ївський Кут
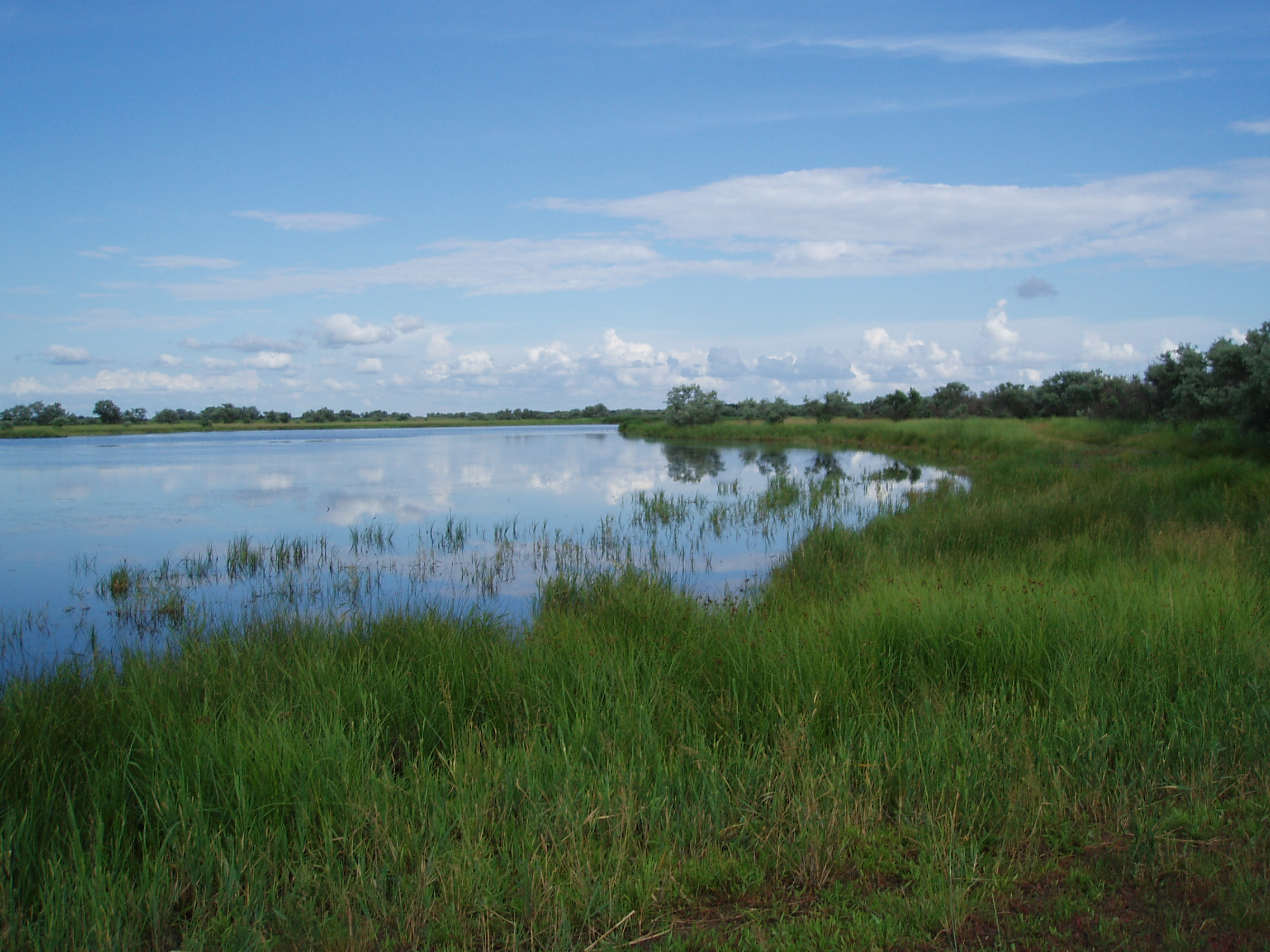
Затока Збур'ївський Кут

## Історія
У другій половині XVI ст. місцевість, на якій нині стоїть село була прозвана «Кут Зборовського». Таку назву терен отримав на згадку про вдалий маневр запорізьких козаків на чолі із Самійлом Зборовським під час прикордонних сутичок із турками. Зборовський супроводжував козаків-промисловців, що видобували сіль на прогноївських паланках. Коли ескадра, вислана очаківським пашею, атакувала козаків, Зборовський удаваним нападом заманив їх у вузьке місце, в якому турки не зважились вступити в бій і відступили. Відтоді ця місцевість здобула назву «Кут Зборовського».
Засноване село Стара Збур'ївка у 70-х р. XVIII ст. полковником Славного Війська Запорозького Низового Опанасом Ковпаком. У 1776—1796 рр. поблизу села на березі Збур'ївського лиману знаходилася фортеця Збур'ївський ретраншемент (збереглися земляні вали), яка паралельно іменувалася містом Збур'ївськом. Тут несли службу два батальйони Таврійського єгерського корпусу та підрозділи Катеринославського козацького війська. У 1790—1793 рр. — поселення Кінбурнської паланки Чорноморського козацького війська.
Станом на 1886 рік у селі Збур'ївської волості Дніпровського повіту Таврійської губернії мешкало 1920 осіб, налічувалось 290 дворів, існували православна церква, школа, 3 лавки.
У жовтні 2016 на турбазі «Збурівский кут» відкрито пам'ятний знак Джону Полю Джонсу і полковнику Опанасу Ковпаку у вигляді величного козацького хреста, над яким майорять прапори США і України.
24 лютого 2022 року село тимчасово окуповане російськими військами під час російсько-української війни.

## Населення
Згідно з переписом УРСР 1989 року чисельність наявного населення села становила 2600 осіб, з яких 1293 чоловіки та 1307 жінок.
За переписом населення України 2001 року в селі мешкала 2661 особа.

### Мова
Розподіл населення за рідною мовою за даними перепису 2001 року:
| Мова       | Відсоток |
| ---------- | -------- |
| українська | 85,79 %  |
| російська  | 13,80 %  |
| білоруська | 0,16 %   |
| молдовська | 0,08 %   |
| вірменська | 0,04 %   |

## Храми
- Свято-Троїцький храм УПЦ МП

## Відомі люди
В поселенні народились:
- Жолобов Віталій Михайлович — український космонавт та політик, полковник-інженер запасу, президент науково-дослідного судна «Космонавт Юрій Гагарін», академік, Дійсний член транспортної академії України.
- Баршт Абрек Аркадійович (1919—2006) — радянський військовий льотчик.
- Нестроєв  Олексій Олексійович (1845—1916) — таврійський губернський предводитель дворянства в 1906—1916 роках, дійсний статський радник, гофмейстер. Нащадок осавула Чорноморського козачого війська Нестроєва О. П.